# 小山愛理
小山 愛理（こやま あいり、1991年5月30日 - ）は、関東地方を拠点に活動している日本のキャスター、フリーアナウンサー。ホリプロスポーツ文化部アナウンス室所属。

## 来歴
愛知県出身。2003年から2005年までローティーン向けのファッション雑誌『melon』（祥伝社）の専属モデルを務めていた。
金城学院中学校・高等学校を卒業後、2010年に立教大学経済学部経済政策学科に入学。同年秋には学内のミス立教コンテストに出場し、ファイナリストの1人に選出された。また、在学中にはセント・フォースのスプラウト部門所属タレントとしても活動。その後、同部門がセント・フォースから独立・分社化されたのに伴い、大学2年の春休みからは株式会社スプラウト所属となる。
後に立教大学を卒業。2015年1月からホリプロに所属し、テレビ番組のリポーターやキャスターとして活動している。その傍ら、2014年から2016年までソメイヨシノ発祥の地とされる東京都豊島区の観光大使を務めていた。

## 人物
立教大学在学中、身長は160センチメートルと公表していた。
趣味はスポーツ観戦、音楽鑑賞、ピアノ、空手（初段）、ゴルフ。小学生のときには少林寺拳法に、金城学院高校在学中には空手に打ち込んでいた。プロ野球が好きで、読売ジャイアンツ（巨人）のファン。また、『キックオフ!!F・マリノス』の担当を機にサッカーにも興味を持ち始め、横浜F・マリノスに傾倒する。

## 出演・担当番組

### テレビドラマ
- 中学生日記「パス⇔シュート」（NHK名古屋放送局、2005年5月9日） - 生徒 役[8]

### テレビ番組
- キックオフ!!F・マリノス（テレビ神奈川、2015年1月 - ） - MC
- LIVEな生き方（BSフジ、2016年6月 - 9月） - リポーター
- 日経モーニングプラス → 日経モーニングプラスFT（BSジャパン → BSテレ東、2016年10月 - ） - 月曜「探検！朝ノミクス」リポーター（隔週出演[9]）
- news every.（日本テレビ、2017年5月 - ） - 「every.特集」リポーター
- 中央競馬全レース中継/中央競馬パドック中継（グリーンチャンネル、2017年9月 - 2024年10月） - 東京競馬場・中山競馬場パドック進行担当
- 最旬！トレンドサーチ（BS-TBS、2020年9月） - リポーター（不定期出演[2]）
- NEXT company（BS11、2020年10月 - ） - サブキャスター

### ラジオ
- さまぁ〜ずのさまラジ（2022年10月1日 - 、ニッポン放送）- アシスタント